# ليوبولد بوده
ليوبولد بوده (بالألمانية: Leopold Bode)‏ هو رسام ألماني، ولد في 11 مارس 1831 في أوفنباخ أم ماين في ألمانيا، وتوفي في 26 يوليو 1906 في فرانكفورت في ألمانيا.